# 게르하르트 폰 라트
게르하르트 폰 라트(독일어: Gerhard von Rad, 1901년 10월 21일 ~ 1971년 10월 31일)는 독일의 성직자이자 구약학에서 흥미로운 논문과 연구를 남긴 유명한 구약학자이다. 게르하르트 폰 라트는 1901년 10월 21일 남부 독일에 있는 바바리아 지역의 도시인 뉘른베르크에서 태어났다. 부모님은 복음주의적 루터교 신앙을 가졌다. 폰 라트는 에를랑겐 대학과 튀빙겐 대학에서 교육 받았다. 후에 20세기를 대표하는 구약학자가 되었다.
1929년에 “신명기에 나타난 신의 백성”이라는 제목으로 박사학위 논문을, 그리고 “역대기에 나타난 역사상”이라는 제목으로 교수자격 논문을 썼다. 1930년에 라이프치히 대학에서 강사생활을 시작한 후, 예나 대학(1934-45), 괴팅겐 대학(45-49), 그리고 1949년부터 1967까지 하이델베르크 대학에서 한스 월터 울프와 함께 구약학을 강의하였다. 제2차 세계대전 이후 집중적으로 발표된 그의 논문들은 현대 구약학의 토대를 놓았다고 평가받고 있다. 일생 동안 18권의 단행본과, 73편의 논문, 그리고 71개의 서평을 썼다. 그 중에서도 1957년과 1960년에 출판된 그의 대표작 『구약성서신학』(Theologie des Alten Testaments Ⅰ, Ⅱ)은 오늘날 구약학도들의 필독서로 간주되고 있다.

## 생애
폰 라트는 바이에른주 뉘른베르크에서 루터교 가정에서 태어났다. 그의 가문은 도시 귀족 계층(patrician class)에 속했다. 에를랑겐 대학교에서 교육을 받았고, 이후 튀빙겐 대학교에서도 수학했다.
1925년에는 바이에른의 루터교회의 부목사 사역을 시작하였다. 1929년에는 에를랑겐 대학교에서 튜터로 가르치기 시작하였고, 1930년에는 라이프치히 대학교에서 시간강사가 되었다. 1934년부터 1945년까지는 예나 대학교에서 교수로 재직했으며, 이후 1945년부터 1949년까지는 괴팅겐 대학교에서 교수로 활동했다. 1949년부터는 바덴뷔르템베르크주 하이델베르크에 있는 하이델베르크 대학교에서 구약학 교수로 임용되어 1971년 사망할 때까지 재직했다.
스웨덴의 룬드 대학교와 영국의 웨일스 대학교로부터 명예박사 학위를 수여받았다.

### 전승사와 오경 연구
폰 라트는 동시대 독일 학자 마르틴 노트와 함께 헤르만 궁켈이 창시한 양식사 비평 방법론을 문서가설에 적용함으로써 모세오경의 구전 전통 연구에 새로운 전기를 마련하였다. 특히 창세기 주석으로 잘 알려져 있으며, 이 책은 제2차 세계대전 이후 구약에 대한 신학적 해석의 모범으로 높이 평가받고 있다.
나치 독일 시기의 반유대주의는 독일 학계 전반에 반구약 성향을 초래했다. 이에 반발하여, 폰 라트는 구약성서의 메시지에 주목하기 시작했고, 그 내용을 회복하고 부각시키는 데 전념하였다. 그의 논문들은 구약학 연구의 부흥을 일으키는 데 중요한 역할을 했다.
1960년에는 미국 프린스턴 신학교에 방문학자로 초청되어 연구와 강의를 진행했으며, 이 시기 그의 영향력은 특히 컸다. 프린스턴에서 그는 후에 자신의 연구를 계승한 리처드 A. 젠슨을 제자로 삼기도 했다.

## 연구

### 신명기에 나타난 신의 백성 (1929)
게르하르트 폰 라트는 박사학위 논문에서 『신명기』를 모세의 양식화된 연설로 간주하며, 문헌 내부의 관점에서 해석하려 하였다. 이는 그 이전까지 주로 논의되던 역사비평적 접근, 즉 빌헬름 마르틴 레베레히트 데 베테가 1805년에 제기한 이론, 즉 요시야 왕 시대에 성전에서 발견된 율법서가 『신명기』의 초기 형태이며, 요시야의 종교개혁과 밀접한 관련 속에서 그 직전에 편찬되었다는 주장을 넘어서려는 시도였다. 1920년대 당시 신명기 연구는 여전히 데 베테가 제기한 역사적 문제들에 집중하고 있었으나, 폰 라트는 신학적 해석의 방향을 제시하며 새로운 길을 열었다. 그는 신명기의 핵심이 “신의 백성 사상”(Volk-Gottes-Gedanke)에 있다고 주장했다.
이 논문이 집필된 바이마르 공화국 후기에는 '민족 사상'이 유행하였다. 파울 드 라가르드와 휴스턴 스튜어트 체임벌린의 영향 아래에 당시의 사상은 점차 민족주의적·종교적 색채를 띠게 되었다. 이러한 사상은 반유대주의적 경향 및 구약성경을 배제하려는 움직임으로 이어졌다. 폰 라트가 교회 사역(비카리아트)을 떠나 학계로 복귀하고 박사학위를 준비한 주요 동기는 바로 이러한 독일기독교운동에 대항하기 위함이었다.
폰 라트에 따르면, 『신명기』는 이스라엘을 하나의 대가족으로 이상화하고 있으며, 그 안에서 왕, 제사장, 예언자는 각자의 역할을 수행한다. 비록 타국인 등으로 번역되는 ‘게림’(히브리어: גֵּרִים)으로 불리는 일부 비이스라엘인이 공동체 내에 포함되어 있지만, 그들은 ‘이방인’보다는 ‘거류자’로 이해되어야 하며, 예언서에서 보이는 보편주의적 세계관은 『신명기』에는 나타나지 않는다. 이스라엘과 야훼(JHWH)와의 관계, 예배, 율법, 제도 등 모든 요소는 신의 백성이라는 중심 주제에 귀속되며, 이는 『신명기』에 내용적 통일성과 체계성을 부여한다. 갈등이나 미래 지향성은 강조되지 않으며, 이상적 이스라엘은 하나님의 계명에 따라 감사하며 평화롭게 살 수 있다. 폰 라트는 이러한 신학에 대해 “어떤 시대를 초월한 신비로운 분위기”가 감돈다고 표현했다.
1929년에 제출된 이 박사 논문은 구약학자로서의 폰 라트의 특징을 이미 잘 드러낸다. 그는 『신명기』를 신학적 통합체로 제시하였고, 하나님의 백성 개념을 야훼에 의한 이스라엘의 선택으로 정초시켰으며, 이를 역사적 맥락 속에 위치시켰다. 나아가 그는 이러한 사상을 신약성경과 연결지어 해석하였다. 이러한 통합적 해석은 학계, 특히 신약학자들 사이에서도 큰 반향을 일으켰다. 그 대표적 예로는 에른스트 케제만의 『히브리서의 하나님의 백성』(1939)이 있다.

### 역대기 역사서에 대한 연구

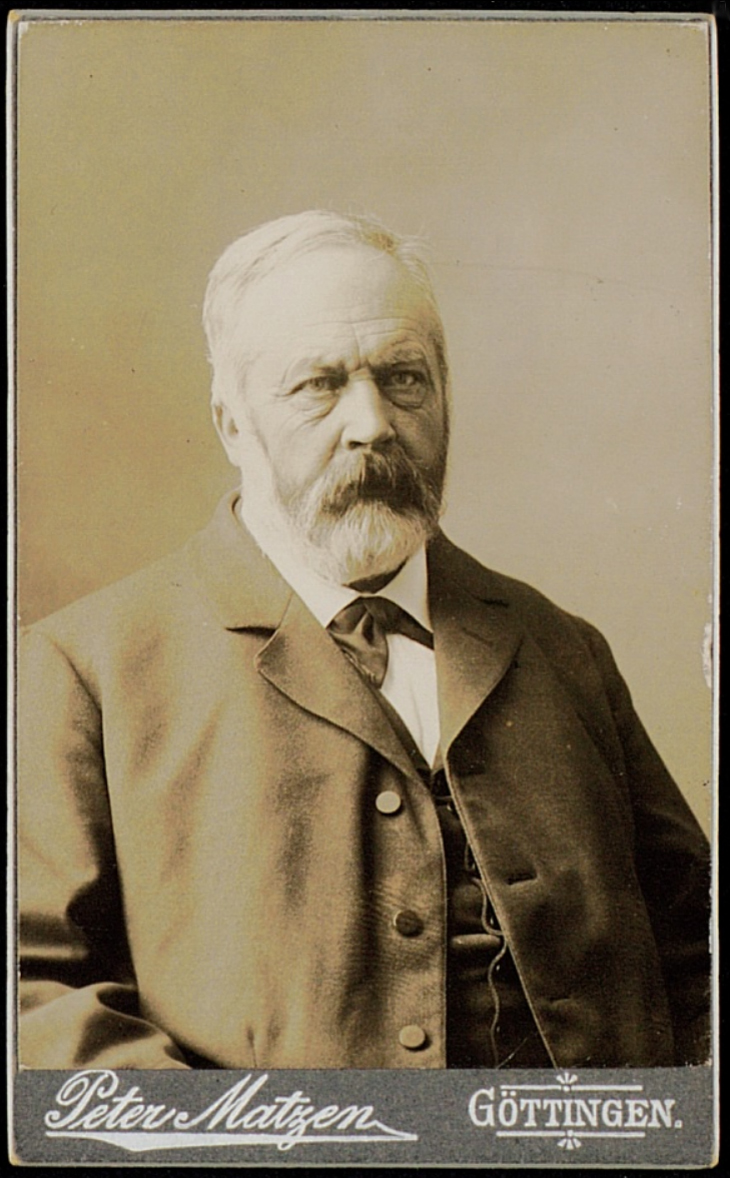
율리우스 벨하우젠의 모습

게르하르트 폰 라트는 박사 후 과정(하빌리타치온)에서 스승 오토 프로크슈(Otto Procksch)의 지도 아래 연구를 수행하였다. 처음에 프로크슈는 제자에게 역대기에 나타난 예전(禮典, Liturgien)에 관한 주제를 제안하였지만, 폰 라트는 이에 흥미를 느끼지 않았고, 스승의 동의를 얻어 “역대기 역사서의 역사상(歷史像)”을 주제로 삼았다. 이 선택은 율리우스 벨하우젠의 고전적 저작 『이스라엘 역사에 대한 서론(Prolegomena zur Geschichte Israels)』과의 비판적 대화를 전제로 한 것이었다.

벨하우젠은 역대기를 미드라쉬, 즉 과거의 유물(聖物)에 대한 신성한 존중이 낳은 문학 형태로 보았다. 그는 이를 다음과 같이 묘사했다:
“미드라쉬는 과거의 유물에 대한 경건한 존중에서 생겨난 것이며, 죽은 뼈에 이상한 생명을 불어넣는 독특한 부활이다. 마치 담쟁이덩굴이 고목을 푸르게 감싸듯, 죽은 줄기를 외래적인 생명으로 덮어, 옛것과 새것을 기묘하게 뒤섞는다. 이는 전통에 대한 존경이 현대화의 방식으로 표현된 것이나, 그 과정에서 전통은 가장 자의적으로 재해석되고, 비틀리고, 외래 요소로 가득 채워진다.”
이에 대해 폰 라트는 이러한 현대적 취향에 따른 평가 기준을 역대기에 적용하는 것은 부당하다고 보았다. 그는 역대기 저자가 이스라엘의 위대한 신앙 유산을 자기 시대의 관점에서 새롭게 해석하려는 신학적 노력을 높이 평가하였다. 자신의 하빌리타치온(1930)은 그러한 역대기 저자의 중심 사상을 탐색하기 위한 기초 작업이었다고 설명하였다.
일반적으로 포로기 이후 유대교 제의 공동체, 특히 역대기 저자는 기독교 성서주석 전통에서 부정적으로 평가되어 왔다. 역대기가 과거를 재해석하며 ‘율법주의적 협소성’을 보였다는 것이 주된 이유였다. 그러나 폰 라트는 1934년 저서 『역대기서에 나타난 레위인의 설교』에서 레위인들이 설교자로 등장한다는 점에 주목하였다. 이는 개신교 전통에서 설교의 가치를 높이 평가하는 흐름과 연결되며, 폰 라트는 이로써 구약의 이 부분에 새로운 신학적 의미와 가치를 부여하였다.

### 육경(六經)의 양식사적 문제 (1938)
1938년에는 『육경의 양식사적 문제(Das formgeschichtliche Problem des Hexateuch)』에서 이른바 “작은 역사적 신앙고백(Kleines geschichtliches Credo)”이라는 독창적인 가설을 제시하였다. 이 개념은 신명기 26장 5–9절의 짧은 텍스트에 기초하며, 폰 라트는 이를 “육경의 축소판”이라고 보았다. 즉, 이 고백문이 이스라엘 신앙의 핵심 요약이며, 구약성서의 처음 여섯 책이 이 핵심 신앙고백에서 발전해 나갔다고 본 것이다.
해당 본문은 유대교의 칠칠절에 암송되며, 출애굽 사건과 약속의 땅의 선물을 회상하게 한다. 폰 라트는 이 외에도 두 개의 신앙고백 텍스트를 식별하였는데, 신명기 6장 20–24절은 자녀 교육 때, 여호수아 24장 2–13절은 언약 갱신 축제 때 암송되는 고백 텍스트로 보았다. 이 세 고백문 모두는 출애굽과 가나안 정착이라는 구속 사건을 중심으로 구성되며, 시나이 전통은 언급하지 않는다는 점에서 특징적이다. 폰 라트는 이 고백들의 구조를 전승사적 관점에서 분석하며, 하나님의 구속행위에 대한 열거는 불변요소인 반면 제의적 맥락에 따른 서술 방식의 차이는 가변요소로 보았다.
폰 라트는 생애 내내 이 “작은 신앙고백 가설”이 자신의 가장 중요한 학문적 공헌이라고 확신하였다. 알브레히트 알트도 곧 이 가설을 채택하였고, 마르틴 노트 역시 자신의 저서 『오경의 전승사(1948)』에서 신중히 이 이론을 수용하였다.

### 창세기 주석

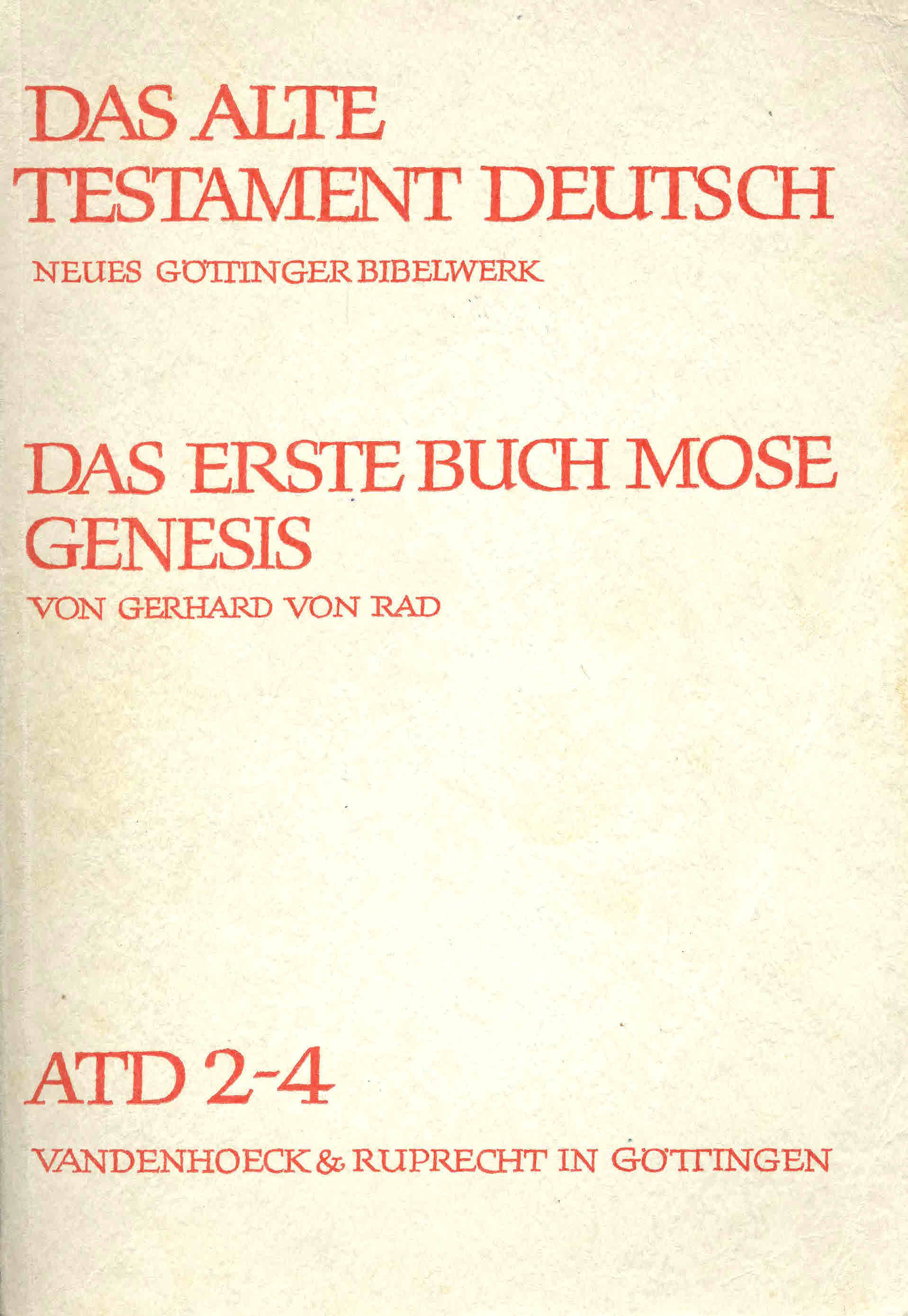
1972년판의 첫 장

1937년, 폰 라트는 괴팅겐 성서 주석 시리즈 『구약성서 독일어 주석(ATD)』을 위해 출판사 반덴회크 & 루프레히트(Vandenhoeck & Ruprecht)로부터 육경에 대한 주석 집필 의뢰를 받았으며, 그 중 『창세기』 주석은 대부분 예나 대학교 재직시절에 완성되었다.
성서학자 롤프 렌토르프에 따르면, 폰 라트는 헤르만 궁켈을 중요한 모범으로 삼았고, 궁켈이 『창세기 주석』에서 문헌비평(자료비평)을 사용한 이유는 어디까지나 학문적 정당성을 확보하기 위한 것일 뿐, 진정한 관심사는 아니었다고 평가하였다. 폰 라트 역시 유사하게, 문헌비평을 기계적으로 따라가면서도 내면적으로는 큰 관심을 두지 않았으며, 이는 당시 학계에서 문서가설을 수용하지 않으면 학문적으로 받아들여지기 어렵던 분위기 때문이었다.
창세기 주석의 원고는 계속해서 방대해졌지만, 당시 나치당이 집권하는 등 정치적 상황이 혼란스러워 출판 가능성에 대해 회의적이었다고 한다.

### 고대 이스라엘의 제의에 관한 연구
괴팅겐 대학교 시절의 주요 연구들은 『창세기 주석』을 마무리하는 작업을 제외하면 주로 고대 이스라엘의 제의 문제를 중심으로 이루어졌다. 이 주제에 대한 접근에서 율리우스 벨하우젠과 뚜렷한 차이를 보였다. 벨하우젠이 19세기 후반의 교회 회의적 개인주의자였다면, 폰 라트는 고백교회의 일원으로서 종교 제도를 긍정적으로 이해하는 신학자였다. 그는 구약 본문에서 시편처럼 1인칭 대명사가 화자로 등장하는 구절에서도 이 표현을 단지 개인의 목소리로 보지 않고, 사회적·제의적 질서에 뿌리박은 고대 근동적 자아로 해석하려 하였다.
폰 라트는 이스라엘 초기의 중심 제도를 가설적 형태로서의 열두 지파의 그리스적 동맹, 즉 암픽티오니로 이해하였다. 1949년에 발표하고 1951년에 출간한 강연 『고대 이스라엘의 성전쟁(Der Heilige Krieg im alten Israel)』에서, 이 성전쟁이 바로 이 열두 지파 동맹의 성스러운 행위라고 보았다. 이 전쟁은 정결 의식으로 시작하여, 승자에 의한 전멸령(헤렘, חֵרֶם) 집행으로 마무리되었다고 주장하였다.
마르틴 부버는 1945년 벨하우젠과 지그문트 모빈켈(Sigmund Mowinckel)과의 비판적 대화를 통해, 모세 시대의 이스라엘이 “원시적 범제의성(Pansakralität)” 상태에 있었는지를 논의한 바 있다. 폰 라트는 이 개념을 부버로부터 받아들였고, 그 의미를 "고대 이스라엘의 모든 삶의 영역, 전쟁, 재판, 왕권, 개인 신앙까지 모두가 제의적 질서 안에 통합되어 있었다"는 것으로 정의했다.

### 신명기 연구 (1947)
괴팅겐 시절의 또 다른 주요 연구 성과로는 1947년의 『신명기 연구(Deuteronomium-Studien)』가 있다. 여기서 폰 라트는 『신명기』가 고대의 제의적 열두 지파 동맹을 당대 상황에 맞춰 재활성화하려는 시도로 보았다. 이는 그가 1934년 『역대기서에 나타난 레위인의 설교』에서 역대기 저자의 율법주의적 경직성을 벗어나 설교 중심의 종교성을 강조한 논리와 유사한 논법이었다.
폰 라트는 『신명기』의 율법을 단순한 규범이 아니라 “설교된 율법(predigtes Gesetz)”으로 이해하였다. 즉, 그 본문에 나타나는 레위인 설교자들은 개인적인 어조로 청중에게 호소하며 율법을 전달한다는 것이다.

### 구약성서신학
폰 라트의 구약신학은 이스라엘의 고대사를 조상의 하나님 사상, 이스라엘의 가나안 정착(이주 모델), 열두 지파 동맹, 그리고 폰 라트 자신이 제시한 이론인 “작은 역사적 신앙고백”으로 구분한다. 또한 궁켈의 영향도 깊이 받았다. 궁켈의 양식사 비평을 단순히 소규모 문학 단위에 적용하는 데 그치지 않고, 성경 본문의 최종 형태에 이르기까지 문학 전승의 성장 과정 전체에 이 방법을 확장하여 적용하였다.
폰 라트에게 구약은 다양한 전승 집단들로 구성되어 있으며, 이들 중 일부는 나란히 병존하고, 일부는 통합되기도 하는 것이었다. 이러한 생각은 모두 비평적 연구의 토대 위에 세워진 것이었다. 폰 라트는 전승의 성장을 단순한 축적이 아닌, 고대 이스라엘 내의 다양한 전통들 가운데에서 의도적으로 선택된 결과로 이해했다. 그는 이러한 전통들이 본래의 제의적 맥락에서 분리되어 야훼(JHWH)와 이스라엘 사이의 역사적 관계를 말하는 방식으로 재구성되었다고 보았다.
거꾸로 말해, 이스라엘 종교의 본질은 성서 본문 자체에서 직접적으로 드러나는 것이 아니라, 전승이 형성되고 편집되는 과정 속에서 간접적으로 파악될 수 있는 것이라는 것이 폰 라트의 핵심 주장이다.

#### 이스라엘의 역사전승신학 (1957)
1957년에 출간한 『이스라엘 역사적 전승의 신학(Die Theologie der geschichtlichen Überlieferungen Israels)』에서 구약신학을 위한 새로운 방법론을 제시하였다. 당시 루트비히 쾰러(Ludwig Köhler)와 발터 아이히로트(Walther Eichrodt) 등이 시도한 구약신학은 두 가지 불만족스러운 선택지 사이에 머물러 있었는데, 첫째는 구약 내용을 체계적(즉, 기독교 교리학에서 유도된) 구조로 정리하는 것이었고, 둘째는 하나의 ‘구약의 중심 사상’을 임의로 설정하여 나머지 전통들을 그 주변에 배열하는 방식이었다.
폰 라트는 이 두 ‘암초’를 피해 나가려 했다. 그는 기독교 교리가 구약의 구조를 지배해서는 안 된다고 보았으며, 동시에 구약에 하나의 중심을 설정하는 것도 타당하지 않다고 보았다. 다만, 그의 저작 전반에서 신명기에 대한 높은 평가는 일정 부분 중심 개념처럼 기능한다는 점에서 예외라 할 수 있다.
『이스라엘 역사적 전승의 신학』 제1권에서 폰 라트는 먼저 「야훼 신앙과 이스라엘의 제의 제도에 대한 역사 개요」라는 제목으로 본인이 생각하는 이스라엘 종교사를 간략히 소개했다. 그 뒤, 본격적인 신학 논의는 117쪽에서 「방법론적 서론」이라는 제목으로 새롭게 시작된다. 여기서 폰 라트는 구약신학의 주제가 되어야 할 것은 “이스라엘이 야훼에 대해 직접적으로 말한 것”뿐이라고 주장한다. 이스라엘의 신앙은 역사신학적으로 구성되어 있으며, “자신의 신앙이 역사적 사실 위에 세워졌고, 그 사실들 속에서 하나님의 손이 역사하였음을 보았다”고 진술된다.
폰 라트가 말하는 ‘사실’은 이스라엘이 그렇게 믿은 사건들이지, 현대 역사학이 입증하는 사실과는 다를 수 있음을 그는 명확히 구분하였다. 예를 들어 족장들의 소명, 출애굽, 가나안 정복이 여기 해당한다. 실제로 폰 라트 자신이 참여했던 육경 연구에서는 이스라엘 전체가 홍해를 건넜고, 시내산에 서 있었으며, 가나안을 차지했다는 기존의 전통적 이미지를 해체했다.
그 대신 그는 육경을 고대의 몇몇 핵심 주제들을 중심으로 수많은 전승 단편들이 유기적으로 응집된 결과로 보았다. 이스라엘은 자신의 역사를 반복적으로 새롭게 서술하고, 재해석했으며, 구약신학의 과제는 바로 이러한 선포, 즉 '케리그마'를 다시 서술하는 일이라 보았다. 폰 라트는 루돌프 불트만과 그의 신약학파에서 차용한 케리그마라는 용어를 통해, 구약 전승도 신학적으로 선포된 내용임을 강조했다. 또한 그는 구속사 개념에도 신학적으로 깊은 의미를 부여하였다. 이스라엘은 단순한 사건 기억을 넘어서서, 이를 신앙고백적 요약문으로 조직하였으며, 그 대표적 사례가 신명기 26장 5–9절의 ‘작은 역사적 신앙고백’이다. 그는 이 본문을 "매우 오래된 전통의 흔적"으로 간주하였다.

『이스라엘 역사적 전승의 신학』에서 자신의 이론을 (1) 육경의 전승 재서술, (2) 신명기계 역사서의 전개, (3) 역사서의 해석 순서로 전개한다. 그러나 책의 방대한 결론 장인 「야훼 앞에 선 이스라엘(이스라엘의 응답)」에서는 이러한 구성을 넘어서게 된다. 이 장의 서두에서 폰 라트는 다음과 같이 밝힌다:
“야훼는 자신의 백성을 단순히 역사적 의지의 벙어리 객체로 삼은 것이 아니라, 대화를 위한 존재로 선택하셨다. 이스라엘의 응답은, 그들이 야훼와의 가까운 관계 속에서 자신의 존재를 긍정하고 이해했으며, 동시에 그 관계 속에서 스스로를 인식하게 되었음을 보여준다.”
이 장에서 주로 다루는 것은 시편과, 그로부터 도출되는 구약의 인간 이해 즉 인간론이었다. 이는 본래 책의 구조, 즉 이스라엘의 "역사적 전승"에 기반한 구약신학을 벗어나는 확장이었다.
신학자 루돌프 스멘트는 이 장이 풍부한 내용을 담고 있음에도 불구하고, 폰 라트의 구상에서 개념적 약점을 드러낸다고 보았다. 그 이유는 다음과 같다:
- 시편과 지혜문학은 구약의 시적·묵상적 전통으로서, 이스라엘의 역사 전승을 거의 포함하지 않는다.
- 그러나 특히 시편은 그 자체로 독자적인 신학적 무게를 가지며, 폰 라트 역시 이를 무시할 수 없었다.

결국 이 장에서 다뤄지는 인간론은 책 전체 구조 내에서 체계적 신학 배열의 시도로 보일 수 있는 요소였다. 폰 라트 자신도 이러한 점을 인지하였고, 기독교 교리체계로의 전락을 피하려는 의도로 해당 내용을 신중하게 서술하였다.

#### 이스라엘의 예언전승신학 (1960)
폰 라트는 그의 구약신학 1권 『이스라엘 역사적 전승의 신학』이 발표된 이후 매우 활발한 학문적 논의를 촉발시켰다. 이에 대한 반응과 비판에 응답하기 위해 그는 3년 뒤인 1960년에 2권 『이스라엘 예언자 전승의 신학(Die Theologie der prophetischen Überlieferungen Israels)』을 출간했다. 이 책에서 그는 왜 예언자 전승을 역사적 전승과 분리하여 다루어야 했는지를 본격적으로 설명한다.
사실 그 이유는 이미 1권에서도 암시되었다. 예언자들의 메시지는 매우 다양한 방식으로 표현되지만, 공통적으로 그 중심에는 이스라엘이 야훼 앞에서 살아왔던 기존의 방식, 즉 역사, 제도, 신학의 틀이해체되고, 전혀 새로운 하나님의 행동이 시작될 것이라는 충격적인 전망이 담겨 있다. 예언자들은 기존 질서를 허물고, 이전에 없던 구원의 지평을 열어젖힌다. 이러한 예언자 전승의 핵심은 과거를 회상하거나 고착하는 것이 아니라, 하나님의 미래에 대한 급진적인 개방이다.
이러한 전망은 필연적으로 신약, 나아가 예수에게까지 이어진다. 폰 라트는 이 점을 명시적으로 언급한다. 구약성경은 “끊임없이 커져가는 기대의 책”으로만 읽힐 수 있으며, 어떤 역사적 사건도 이 기대를 완전히 충족시키거나 종결시키지는 못했다고 그는 말한다. 구약은 스스로를 종결짓지 않으며, 바로 그 점에서 신약과 연결되는 긴장을 유지한다. 폰 라트는 이 연결을 단순히 기독교적인 독단으로 보지 않았고, 예언자 전승 안에 이미 내재된 구조로 이해했다. 이로써 그는 구약신학을 기독교 신학과 단절시키지 않으면서도, 구약 자체의 내적 전개로부터 신약과의 연결을 정당화하려 했다.

#### 반응
게르하르트 폰 라트의 구약신학은 학계에서 전반적으로 매우 긍정적인 반응을 받았다. 많은 독자와 학자들은 그의 저작이 이전의 이스라엘 신학 체계들보다 훨씬 더 성경 본문 자체에 밀착하여 구성되어 있으며, 그것을 더 충실하게 반영한다고 평가하였다. 그러나 그럼에도 불구하고 몇몇 중요한 비판들이 제기되었고, 그 중 일부는 폰 라트 자신에게도 깊은 상처를 남겼다.
가장 날카로운 비판은 1961년 에를랑겐의 구약학자 프리드리히 바움괴르텔(Friedrich Baumgärtel)이 제기하였다. 그는 폰 라트의 신학이 문학적으로는 우아하지만 개념적으로는 불명확하며, 이러한 불분명성을 언어적 세련미로 은폐한다고 주장했다. 특히 그는 폰 라트가 ‘신학은 다시 이야기하는 것이다’라는 주장을 통해 목회자들로 하여금 구약 본문을 단순히 요약하고, 체계신학적 반성 없이 곧장 기독교적으로 '변환'하도록 유도한다고 비판했다. 이런 방식은 결국 구약을 통해 신학적 질문을 제기하게 하기보다는, 그 질문을 우회하거나 회피하게 만든다는 것이 그의 주장이었다.
발터 치머리(Walther Zimmerli)는 1963년에 폰 라트를 변호하며, 그가 이스라엘의 전통을 재해석하고 재서술하는 능력을 강조한다고 해서 단순히 인간론만을 다루는 것은 아니라고 평가했다. 그러나 동시에 치머리는 폰 라트가 이스라엘 신앙이 역사라고 믿은 사실들과, 역사학자가 증명하는 실제 역사 사이를 철저히 구분한 것에 대해 의문을 제기했다. 이 구분은 독자에게 “과연 신앙은 실제 역사와 무관한가?”라는 질문을 던지게 만들며, 이는 역사신학의 핵심을 흔들 수 있는 부분이라는 지적이었다. 더불어 그는 폰 라트가 예언자들을 이스라엘 역사 전통에서 카리스마적 존재로 너무 고립시켰다고 비판하며, 그 결과로 “역사적으로도 매우 낯선 그림들이 형성된다”고 평가했다.
한편 신약학자 한스 콘첼만은 1964년에 또 다른 중요한 비판을 제기했다. 폰 라트의 구약신학이 아브라함에서 말라기까지 이스라엘의 역사를 따라가면서도, 정작 구약과 신약 사이를 연결하는 후기 유대교는 아예 생략되어 있다는 것이다. 즉, 폰 라트는 신구약 중간기를 타락으로만 보았다는 것이다. 구체적으로는 율법에 대한 이해는 율법주의로, 역사에 대한 이해는 종말론적 묵시사상으로 타락했다는 식으로 묘사된다는 것이다. 콘첼만은 이러한 관점에 대해 분명한 이의를 제기했다.

### 이스라엘의 지혜 (1970)
폰 라트는 만년에 『이스라엘의 지혜(Weisheit in Israel, 1970)』를 출간하였다. 이전의 대표작 『구약신학』에서는 “역사”를 성서신학의 총체적 의미 지평으로 설정하였지만, 여기서는 전혀 다른 관점을 채택했다. 이 책은 고대 이스라엘 지혜자들이 역사적 사건이 아니라, 창조 질서 속에 드러나는 ‘시대와 무관한 자기 계시’를 어떻게 사유했는지를 탐구한다.
폰 라트의 이 주제 전환은 단지 개인적 관심의 변화라기보다, 1960년대 말 당시 학계의 흐름을 반영한 것이었다. 당시 성서신학계에서는 이전까지 유행했던 역사신학적 접근에 대한 피로감과 회의가 확산되었고, 이에 대한 대안으로 지혜 문학에 대한 관심이 높아지고 있었다. 늘 거시적 관점의 신학적 흐름을 조망해온 폰 라트였지만, 이번 저작에서는 짧은 문장들과 단편 구절들, 심지어 개별 잠언(Sentenz)에 이르기까지 세밀하게 분석하였다.
그는 고대 이스라엘 지혜 전통이 고대 근동의 일반적 지혜 문헌과 일정한 연관을 맺고 있다고 보았다. 다시 말해, 이스라엘의 지혜는 일정 부분 “국제적”이었다. 하지만 이러한 외래 사상들은 단순히 수용된 것이 아니라, 이스라엘 고유의 신앙과 현실 인식의 지평 안으로 재구성되었다. 이는 이웃 나라들과는 본질적으로 다른 방식이었다.
폰 라트는 이스라엘 지혜의 독특성을 '부정성'에 주목하여 규정한다. 즉, 이스라엘의 지혜는 이상적인 인간상을 목표로 삼지도 않고, 체계적인 학문 체계를 형성하려 하지도 않는다. 더 나아가, 철학적 논의에 기여할 목적조차 별로 없는 것으로 보인다. 오히려 성서 지혜문헌을 읽는 이는 다음과 같은 태도를 배우게 된다고 폰 라트는 말한다. 확실한 지식이란 사물과의 신뢰 속에서만 얻을 수 있으며, 그 지식을 개념적으로 완전히 장악하려는 시도 자체가 어리석은 것이다. 참된 지혜는 오히려 사물들이 본질적으로 지닌 수수께끼 같은 속성을 그대로 존중하고 받아들이는 데 있다.
이 책은 폰 라트가 평생 구축해온 역사신학적 구도와는 사뭇 다른 방향을 향하지만, 그 내면에는 여전히 성서 전체를 일관되게 읽어내려는 그의 해석학적 일관성과 신학적 깊이가 유지되어 있다. 이로써 그는 고대 이스라엘 신학의 또 다른 얼굴인 ‘지혜’ 전통을, 역사 중심의 구속사와 더불어 구약신학의 두 번째 기둥으로 제시하였다.

## 다른 성서학자들의 평가
- 독일 루르 대학의 헤닝 그라프 레벤틀로우(Henning Graf Reventlow)는 폰 라트의 책을 소개하면서, 다음과 같은 관찰을 남겼다.

| “ | ...폰 라트의 혁신적인 논문들은 제2차 세계대전 이후 첫 10년 동안 독일에서 구약학이 꽃을 피우게 되는 길을 예비하였다. | ” |

## 폰 라트의 저작 목록
- 신명기에 나타난 하나님의 백성, Das Gottesvolk im Deuteronomium, Göttingen 1929

- 육경에 나타난 제사장 문헌, Die Priesterschrift im Hexateuch 1934
- 육경의 양식사의 문제, Das formgeschichtliche Problem des Hexateuchs (BWANT 26). Stuttgart: Kohlhammer 1938.

- 구약의 성전, Der Heilige Krieg im alten Israel, Göttingen 21952

- 신명기 연구, Deuteronomium-Studien, Göttingen 1947
- 모세의 첫 번째 책: 창세기, Das erste Buch Mose: Genesis. Göttingen: Vandenhoeck & Ruprecht Bd. 1: 1949, 111981; Bd. 2: 1952, 61967; Bd. 3: 1953, 51967.
- 모세의 다섯 번째 책: 신명기, Das fünfte Buch Mose: Deuteronomium. Göttingen: Vandenhoeck & Ruprecht 1964, 31978.
- 이스라엘에 활동하시는 하나, Gottes Wirken in Israel: Vorträge zum Alten Testament. Neukirchen-Vluyn: Neukirchener 1974.
- 구약성서신학 1권:이스라엘의 역사전승신학, Theologie des Alten Testaments, Band 1: Die Theologie der geschichtlichen Überlieferung Israels. München 1957, 101992. ISBN 3-459-01673-6
- 구약성서신학 2권 : 이스라엘의 예언전승신학, Theologie des Alten Testaments, Band 2: Die Theologie der prophetischen Überlieferung Israels. München 1967, 91987. ISBN 3-459-01674-4
- 이스라엘의 지혜, Weisheit in Israel. Neukirchen-Vluyn: Neukirchener 1970. ISBN 3-7887-0012-2

## 같이 보기
- 성서비평학
- 마르틴 노트
- 한스 월터 울프